# Francisco García-Valdecasas Santamaría
Francisco García-Valdecasas Santamaría (Còrdova, 1910 - Barcelona, 22 de gener de 2005) fou un metge andalús.

## Biografia
Es doctorà en medicina a la Universitat de Madrid el 1935 i treballà en el laboratori de fisiologia del futur polític Juan Negrín. Després amplià estudis a la Universitat de Göttingen, amb Hermann Rein. Treballà principalment en el camp de la psicofarmacologia, de la qual n'impulsà els aspectes experimentals.
Fou catedràtic de farmacologia de la Universitat de Barcelona del 1940 al 1980, i n'ocupà el càrrec de rector del 1965 al 1968. Durant el seu rectorat va dur una política repressiva contra l'incipient moviment estudiantil, va expulsar 266 alumnes i 69 professors membres del Sindicat d'Estudiants de la Universitat de Barcelona (SDEUB) per donar suport a la caputxinada, i va anul·lar els drets de matrícula dels vaguistes.
La dictadura franquista el va recompensar, entre altres guardons, amb la Gran Creu de l'Orde d'Alfons X el Savi, la Gran Creu del Mèrit Naval i la Gran Creu de l'Orde d'Isabel la Catòlica. A més a més, era acadèmic de número de la Reial Acadèmia de Medicina de Barcelona des del 1966, de la Reial Acadèmia de Farmàcia, i fundador de l'Escola Professional de Farmacologia Clínica i autor d'un tractat de Farmacologia experimental. El 1989 va rebre el Premi Narcís Monturiol.
Era pare de la política Julia García-Valdecasas Salgado, germà de José María García Valdecasas i cosí germà d'Alfonso García Valdecasas.

## Obres
- Farmacología experimental y terapéutica general (1949)
- La transmisión química en las sinapsis adrenérgicas Arxivat 2015-09-24 a Wayback Machine. (1966)

## Publicacions
- García-Valdecasas, Francisco. La Alimentación del hombre sano. Barcelona: [s.n.], 1947. [Conferència pronunciada el18 d'octubre a la Sessió inaugural de la Academia Deontológica]. Disponible a: Catàleg de les biblioteques de la UB

- García-Valdecasas, Francisco. Avances en terapéutica.Barcelona: `[Tip. Panten], 1954. Disponible a: Catàleg de les biblioteques de la UB

- García-Valdecasas, Francisco. La Constitucion de la materia viva: discuro leído en el aula magna de la Universidad de Barcelona el día 23 de abril. Barcelona: Consejo Superior de Investigaciones Científicas, 1955. Disponible a: Catàleg de les biblioteques de la UB

- García-Valdecasas, Francisco. Farmacología. Barcelona: Espaxs, 1978. Farmacologia. ISBN 8440047320. Disponible a: Catàleg de les biblioteques de la UB

- García-Valdecasas, Francisco, et alt. Farmacología experimental y terapéutica general. Barcelona: Salvat, 1972. Disponible a: Catàleg de les biblioteques de la UB

- García-Valdecasas, Francisco. Función biológica de las catecol-aminas/ discurs d'ingrés llegit a la Real Academia de Farmacia. Barcelona: Real Academia de Farmacia de Barcelona, 1961. Disponible a: Catàleg de les biblioteques de la UB

- García-Valdecasas, Francisco, et alt. Introducción al estudio de la enzimoterapia. Madrid: Paz Montalvo, 1957. Monografías de terapéutica general (Paz Montalvo, 4). Disponible a: Catàleg de les biblioteques de la UB

## Premis i reconeixements
- Gran Creu de l'Orde d'Isabel la Catòlica
- (1965) Creu de l'Ordre Civil d'Alfons X el Savi
- Gran Creu al Mèrit Naval
- (1989)Premi Narcís Monturiol

## -Bibliografia
- Cuenca Fernández, Eduardo «El profesor Francisco García Valdecasas Santamaría». Actualidad en farmacología y terapéutica, Vol. 3, Nº. 4, 2005, págs. 274-276. ISSN: 1698-4277 [Consulta: 31 juliol 2014].